# Piłka siatkowa na Letnich Igrzyskach Olimpijskich 2020 – turniej plażowy mężczyzn
Turniej olimpijski w siatkówce plażowej mężczyzn podczas XXXII Letnich Igrzysk Olimpijskich w Tokio odbył się w dniach od 24 lipca do 7 sierpnia 2021.

## Rozgrywki
Do rywalizacji przystąpiło 24 zespołów, które zostały podzielone na sześć grup. W każdej z nich zmagania toczyły się systemem kołowym (tj. każdy z każdym, po jednym meczu). Do dalszej fazy rozgrywek awansowały dwie najlepsze drużyny z każdej z grup, dwie najlepsze drużyny spośród tych, które zajęły trzecie miejsca. Pozostałe cztery drużyny z trzecich miejsc - szczęśliwi przegrani - walczyły w barażach o pozostałe dwa miejsca w fazie pucharowej.

### Faza grupowa

#### Grupa A
| Lp. | Drużyna            | Pkt | Mecze | Mecze | Mecze | Sety | Sety | Sety  | Małe punkty | Małe punkty | Małe punkty |
| Lp. | Drużyna            | Pkt | M     | W     | P     | wyg. | prz. | ratio | zdob.       | str.        | ratio       |
| --- | ------------------ | --- | ----- | ----- | ----- | ---- | ---- | ----- | ----------- | ----------- | ----------- |
| 1   | Semenov / Leshukov | 6   | 3     | 3     | 0     | 6    | 0    | MAX   | 127         | 107         | 1.187       |
| 2   | Mol / Sørum        | 5   | 3     | 2     | 1     | 4    | 3    | 1.333 | 137         | 133         | 1.030       |
| 3   | Herrera / Gavira   | 4   | 3     | 1     | 2     | 2    | 4    | 0.500 | 120         | 120         | 1.000       |
| 4   | McHugh / Schumann  | 3   | 3     | 0     | 3     | 1    | 6    | 0.167 | 114         | 138         | 0.826       |

Źródło: 
Zasady ustalania kolejności: 1. liczba zdobytych punktów; 2. wyższy stosunek małych punktów; 3. wyższy stosunek setów.
Punktacja: zwycięstwo – 2 pkt; porażka – 1 pkt
| Data  | Drużyna 1          | Wynik | Drużyna 2          | Sety                |
| ----- | ------------------ | ----- | ------------------ | ------------------- |
| 24.07 | Semenov / Leshukov | 2:0   | Herrera / Gavira   | 21:19, 22:20        |
| 24.07 | Mol / Sørum        | 2:1   | McHugh / Schumann  | 21:18, 18:21, 15:13 |
|       |                    |       |                    |                     |
| 26.07 | Semenov / Leshukov | 2:0   | McHugh / Schumann  | 21:14, 21:16        |
| 26.07 | Mol / Sørum        | 2:0   | Herrera / Gavira   | 21:17, 24:22        |
|       |                    |       |                    |                     |
| 28.07 | Herrera / Gavira   | 2:0   | McHugh / Schumann  | 21:16, 21:16        |
| 28.07 | Mol / Sørum        | 0:2   | Semenov / Leshukov | 19:21, 19:21        |

#### Grupa B
| Lp. | Drużyna                    | Pkt | Mecze | Mecze | Mecze | Sety | Sety | Sety  | Małe punkty | Małe punkty | Małe punkty |
| Lp. | Drużyna                    | Pkt | M     | W     | P     | wyg. | prz. | ratio | zdob.       | str.        | ratio       |
| --- | -------------------------- | --- | ----- | ----- | ----- | ---- | ---- | ----- | ----------- | ----------- | ----------- |
| 1   | Krasilnikov / Stoyanovskiy | 5   | 3     | 2     | 1     | 5    | 4    | 1.250 | 169         | 148         | 1.142       |
| 2   | Pļaviņš / Točs             | 5   | 3     | 2     | 1     | 4    | 3    | 1.333 | 83          | 93          | 0.892       |
| 3   | Gaxiola / Rubio            | 4   | 3     | 1     | 2     | 4    | 4    | 1.000 | 150         | 151         | 0.993       |
| 4   | Perušič / Schweiner        | 4   | 3     | 1     | 2     | 3    | 5    | 0.600 | 96          | 148         | 0.649       |

Źródło: 
Zasady ustalania kolejności: 1. liczba zdobytych punktów; 2. wyższy stosunek małych punktów; 3. wyższy stosunek setów.
Punktacja: zwycięstwo – 2 pkt; porażka – 1 pkt
| Data  | Drużyna 1                  | Wynik | Drużyna 2           | Sety                |
| ----- | -------------------------- | ----- | ------------------- | ------------------- |
| 26.07 | Krasilnikov / Stoyanovskiy | 2:1   | Gaxiola / Rubio     | 24:26, 21:15, 18:16 |
| 26.07 | Perušič / Schweiner        | 0:2   | Pļaviņš / Točs      | walkower            |
|       |                            |       |                     |                     |
| 29.07 | Perušič / Schweiner        | 2:1   | Gaxiola / Rubio     | 17:21, 21:16, 16:14 |
| 29.07 | Krasilnikov / Stoyanovskiy | 1:2   | Pļaviņš / Točs      | 21:13, 19:21, 11:15 |
|       |                            |       |                     |                     |
| 31.07 | Pļaviņš / Točs             | 0:2   | Gaxiola / Rubio     | 18:21, 16:21        |
| 31.07 | Krasilnikov / Stoyanovskiy | 2:1   | Perušič / Schweiner | 19:21, 21:13, 15:8  |

#### Grupa C
| Lp. | Drużyna           | Pkt | Mecze | Mecze | Mecze | Sety | Sety | Sety  | Małe punkty | Małe punkty | Małe punkty |
| Lp. | Drużyna           | Pkt | M     | W     | P     | wyg. | prz. | ratio | zdob.       | str.        | ratio       |
| --- | ----------------- | --- | ----- | ----- | ----- | ---- | ---- | ----- | ----------- | ----------- | ----------- |
| 1   | Cherif / Ahmed    | 6   | 3     | 3     | 0     | 6    | 0    | MAX   | 129         | 103         | 1.252       |
| 2   | Gibb / Bourne     | 5   | 3     | 2     | 1     | 4    | 2    | 2.000 | 121         | 119         | 1.017       |
| 3   | Heidrich / Gerson | 4   | 3     | 1     | 2     | 2    | 5    | 0.400 | 133         | 139         | 0.957       |
| 4   | Carambula / Rossi | 3   | 3     | 0     | 3     | 1    | 6    | 0.167 | 125         | 147         | 0.850       |

Źródło: 
Zasady ustalania kolejności: 1. liczba zdobytych punktów; 2. wyższy stosunek małych punktów; 3. wyższy stosunek setów.
Punktacja: zwycięstwo – 2 pkt; porażka – 1 pkt
| Data  | Drużyna 1         | Wynik | Drużyna 2         | Sety                |
| ----- | ----------------- | ----- | ----------------- | ------------------- |
| 25.07 | Cherif / Ahmed    | 2:0   | Heidrich / Gerson | 21:17, 21:16        |
| 25.07 | Gibb / Bourne     | 2:0   | Carambula / Rossi | 21:18, 21:19        |
|       |                   |       |                   |                     |
| 28.07 | Gibb / Bourne     | 2:0   | Heidrich / Gerson | 21:19, 23:21        |
| 28.07 | Cherif / Ahmed    | 2:0   | Carambula / Rossi | 24:22, 21:13        |
|       |                   |       |                   |                     |
| 30.07 | Carambula / Rossi | 1:2   | Heidrich / Gerson | 14:21, 26:24, 13:15 |
| 30.07 | Cherif / Ahmed    | 2:0   | Gibb / Bourne     | 21:18, 21:17        |

#### Grupa D
| Lp. | Drużyna             | Pkt | Mecze | Mecze | Mecze | Sety | Sety | Sety  | Małe punkty | Małe punkty | Małe punkty |
| Lp. | Drużyna             | Pkt | M     | W     | P     | wyg. | prz. | ratio | zdob.       | str.        | ratio       |
| --- | ------------------- | --- | ----- | ----- | ----- | ---- | ---- | ----- | ----------- | ----------- | ----------- |
| 1   | Cerutti / Filho     | 5   | 3     | 2     | 1     | 5    | 2    | 2.500 | 143         | 127         | 1.126       |
| 2   | Brouwer / Meeuwsen  | 5   | 3     | 2     | 1     | 4    | 2    | 2.000 | 120         | 108         | 1.111       |
| 3   | Lucena / Dalhausser | 5   | 3     | 2     | 1     | 4    | 4    | 1.000 | 147         | 144         | 1.021       |
| 4   | Azaad / Capogrosso  | 3   | 3     | 0     | 3     | 1    | 6    | 0.167 | 107         | 138         | 0.775       |

Źródło: 
Zasady ustalania kolejności: 1. liczba zdobytych punktów; 2. wyższy stosunek małych punktów; 3. wyższy stosunek setów.
Punktacja: zwycięstwo – 2 pkt; porażka – 1 pkt
| Data  | Drużyna 1           | Wynik | Drużyna 2           | Sety                |
| ----- | ------------------- | ----- | ------------------- | ------------------- |
| 24.07 | Cerutti / Filho     | 2:0   | Azaad / Capogrosso  | 21:16, 21:17        |
| 24.07 | Brouwer / Meeuwsen  | 2:0   | Lucena / Dalhausser | 21:17, 21:18        |
|       |                     |       |                     |                     |
| 27.07 | Cerutti / Filho     | 1:2   | Lucena / Dalhausser | 22:24, 21:19, 13:15 |
| 27.07 | Brouwer / Meeuwsen  | 2:0   | Azaad / Capogrosso  | 21:14, 21:14        |
|       |                     |       |                     |                     |
| 29.07 | Lucena / Dalhausser | 2:1   | Azaad / Capogrosso  | 21:19, 18:21, 15:6  |
| 29.07 | Cerutti / Filho     | 2:0   | Brouwer / Meeuwsen  | 21:14, 24:22        |

#### Grupa E
| Lp. | Drużyna                 | Pkt | Mecze | Mecze | Mecze | Sety | Sety | Sety  | Małe punkty | Małe punkty | Małe punkty |
| Lp. | Drużyna                 | Pkt | M     | W     | P     | wyg. | prz. | ratio | zdob.       | str.        | ratio       |
| --- | ----------------------- | --- | ----- | ----- | ----- | ---- | ---- | ----- | ----------- | ----------- | ----------- |
| 1   | Evandro / Schmidt       | 6   | 3     | 3     | 0     | 6    | 2    | 3.000 | 151         | 128         | 1.180       |
| 2   | Bryl / Fijałek          | 5   | 3     | 2     | 1     | 5    | 2    | 2.500 | 134         | 120         | 1.117       |
| 3   | M. Grimalt / E. Grimalt | 4   | 3     | 1     | 2     | 3    | 4    | 0.750 | 125         | 120         | 1.042       |
| 4   | El Graoui / Abicha      | 3   | 3     | 0     | 3     | 0    | 6    | 0.000 | 84          | 126         | 0.667       |

Źródło: 
Zasady ustalania kolejności: 1. liczba zdobytych punktów; 2. wyższy stosunek małych punktów; 3. wyższy stosunek setów.
Punktacja: zwycięstwo – 2 pkt; porażka – 1 pkt
| Data  | Drużyna 1               | Wynik | Drużyna 2               | Sety                |
| ----- | ----------------------- | ----- | ----------------------- | ------------------- |
| 25.07 | Evandro / Schmidt       | 2:1   | M. Grimalt / E. Grimalt | 21:15, 16:21, 15:12 |
| 25.07 | Bryl / Fijałek          | 2:0   | El Graoui / Abicha      | 21:17, 21:11        |
|       |                         |       |                         |                     |
| 27.07 | Evandro / Schmidt       | 2:0   | El Graoui / Abicha      | 21:14, 21:16        |
| 27.07 | Bryl / Fijałek          | 2:0   | M. Grimalt / E. Grimalt | 21:17, 21:18        |
|       |                         |       |                         |                     |
| 30.07 | M. Grimalt / E. Grimalt | 2:0   | El Graoui / Abicha      | 21:14, 21:12        |
| 30.07 | Bryl / Fijałek          | 1:2   | Evandro / Schmidt       | 21:19, 14;21, 15:17 |

#### Grupa F
| Lp. | Drużyna              | Pkt | Mecze | Mecze | Mecze | Sety | Sety | Sety  | Małe punkty | Małe punkty | Małe punkty |
| Lp. | Drużyna              | Pkt | M     | W     | P     | wyg. | prz. | ratio | zdob.       | str.        | ratio       |
| --- | -------------------- | --- | ----- | ----- | ----- | ---- | ---- | ----- | ----------- | ----------- | ----------- |
| 1   | Nicolai / Lupo       | 8   | 5     | 3     | 2     | 6    | 2    | 3.000 | 150         | 138         | 1.087       |
| 2   | Thole / Wickler      | 5   | 3     | 2     | 1     | 5    | 2    | 2.500 | 138         | 118         | 1.169       |
| 3   | Kantor / Łosiak      | 4   | 3     | 1     | 2     | 3    | 4    | 0.750 | 128         | 125         | 1.024       |
| 4   | Ishijima / Shiratori | 3   | 3     | 0     | 3     | 0    | 6    | 0.000 | 91          | 126         | 0.722       |

Źródło: 
Zasady ustalania kolejności: 1. liczba zdobytych punktów; 2. wyższy stosunek małych punktów; 3. wyższy stosunek setów.
Punktacja: zwycięstwo – 2 pkt; porażka – 1 pkt
| Data  | Drużyna 1            | Wynik | Drużyna 2       | Sety                |
| ----- | -------------------- | ----- | --------------- | ------------------- |
| 25.07 | Ishijima / Shiratori | 0:2   | Kantor / Łosiak | 15:21, 14:21        |
| 25.07 | Thole / Wickler      | 1:2   | Nicolai / Lupo  | 21:19, 19:21, 13:15 |
|       |                      |       |                 |                     |
| 27.07 | Ishijima / Shiratori | 0:2   | Nicolai / Lupo  | 19:21, 16:21        |
| 27.07 | Thole / Wickler      | 2:0   | Kantor / Łosiak | 22:20, 21:16        |
|       |                      |       |                 |                     |
| 30.07 | Nicolai / Lupo       | 2:1   | Kantor / Łosiak | 21:19, 17:21, 15:10 |
| 31.07 | Ishijima / Shiratori | 0:2   | Thole / Wickler | 16:21, 11:21        |

#### Zespoły z miejsc trzecich
| Lp. | Drużyna                 | Pkt | Mecze | Mecze | Mecze | Sety | Sety | Sety  | Małe punkty | Małe punkty | Małe punkty |
| Lp. | Drużyna                 | Pkt | M     | W     | P     | wyg. | prz. | ratio | zdob.       | str.        | ratio       |
| --- | ----------------------- | --- | ----- | ----- | ----- | ---- | ---- | ----- | ----------- | ----------- | ----------- |
| 1   | Lucena / Dalhausser     | 5   | 3     | 2     | 1     | 4    | 4    | 1.000 | 147         | 144         | 1.021       |
| 2   | Gaxiola / Rubio         | 4   | 3     | 1     | 2     | 4    | 4    | 1.000 | 150         | 151         | 0.993       |
| 3   | M. Grimalt / E. Grimalt | 4   | 3     | 1     | 2     | 3    | 4    | 0.750 | 125         | 120         | 1.042       |
| 4   | Kantor / Łosiak         | 4   | 3     | 1     | 2     | 3    | 4    | 0.750 | 128         | 125         | 1.024       |
| 5   | Herrera / Gavira        | 4   | 3     | 1     | 2     | 2    | 4    | 0.500 | 120         | 120         | 1.000       |
| 6   | Heidrich / Gerson       | 4   | 3     | 1     | 2     | 2    | 5    | 0.400 | 133         | 139         | 0.957       |

#### Play-off szczęśliwych przegranych
| Data  | Drużyna 1               | Wynik | Drużyna 2         | Sety               |
| ----- | ----------------------- | ----- | ----------------- | ------------------ |
| 31:07 | Kantor / Łosiak         | 1:2   | Herrera / Gavira  | 29:31, 21:19, 7:15 |
|       |                         |       |                   |                    |
| 31.07 | M. Grimalt / E. Grimalt | 2:0   | Heidrich / Gerson | 21:17, 21:18       |

### Faza pucharowa
|  |                            |                            |                            |                            |            |                    |                    |                   |                   |                   |            |            |            |  |  |       |       |       |
|  | 1/8 finału                 | 1/8 finału                 | 1/8 finału                 |                            |            | Ćwierćfinały       | Ćwierćfinały       | Ćwierćfinały      |                   |                   | Półfinały  | Półfinały  | Półfinały  |  |  | Finał | Finał | Finał |
|  | 1/8 finału                 | 1/8 finału                 | 1/8 finału                 |                            |            | Ćwierćfinały       | Ćwierćfinały       | Ćwierćfinały      |                   |                   | Półfinały  | Półfinały  | Półfinały  |  |  | Finał | Finał | Finał |
|  | 2 sierpnia                 |                            |                            |                            |            |                    |                    |                   |                   |                   |            |            |            |  |  |       |       |       |
|  |                            |                            |                            |                            |            |                    |                    |                   |                   |                   |            |            |            |  |  |       |       |       |
|  | Semenov / Leshukov         | Semenov / Leshukov         | 2                          |                            |            |                    |                    |                   |                   |                   |            |            |            |  |  |       |       |       |
|  | Semenov / Leshukov         | Semenov / Leshukov         | 2                          | 4 sierpnia                 |            |                    |                    |                   |                   |                   |            |            |            |  |  |       |       |       |
|  | M. Grimalt / E. Grimalt    | M. Grimalt / E. Grimalt    | 0                          |                            |            |                    |                    |                   |                   |                   |            |            |            |  |  |       |       |       |
|  | M. Grimalt / E. Grimalt    | M. Grimalt / E. Grimalt    | 0                          |                            |            | Semenov / Leshukov | Semenov / Leshukov | 0                 |                   |                   |            |            |            |  |  |       |       |       |
|  | 1 sierpnia                 |                            |                            |                            |            | Semenov / Leshukov | Semenov / Leshukov | 0                 |                   |                   |            |            |            |  |  |       |       |       |
|  |                            |                            | Mol / Sørum                | Mol / Sørum                | 2          |                    |                    |                   |                   |                   |            |            |            |  |  |       |       |       |
|  | Mol / Sørum                | Mol / Sørum                | Mol / Sørum                | Mol / Sørum                | 2          | 2                  |                    |                   |                   |                   |            |            |            |  |  |       |       |       |
|  | Mol / Sørum                | Mol / Sørum                |                            |                            |            | 2                  | 5 sierpnia         |                   |                   |                   |            |            |            |  |  |       |       |       |
|  | Brouwer / Meeuwsen         | Brouwer / Meeuwsen         | 0                          |                            |            |                    |                    |                   |                   |                   |            |            |            |  |  |       |       |       |
|  | Brouwer / Meeuwsen         | Brouwer / Meeuwsen         | 0                          |                            |            | Mol / Sørum        | Mol / Sørum        | 2                 |                   |                   |            |            |            |  |  |       |       |       |
|  | 2 sierpnia                 |                            |                            |                            |            | Mol / Sørum        | Mol / Sørum        | 2                 |                   |                   |            |            |            |  |  |       |       |       |
|  |                            |                            | Pļaviņš / Točs             | Pļaviņš / Točs             | 0          |                    |                    |                   |                   |                   |            |            |            |  |  |       |       |       |
|  | Evandro / Schmidt          | Evandro / Schmidt          | Pļaviņš / Točs             | Pļaviņš / Točs             | 0          | 0                  |                    |                   |                   |                   |            |            |            |  |  |       |       |       |
|  | Evandro / Schmidt          | Evandro / Schmidt          | 4 sierpnia                 |                            |            | 0                  |                    |                   |                   |                   |            |            |            |  |  |       |       |       |
|  | Pļaviņš / Točs             | Pļaviņš / Točs             | 2                          |                            |            |                    |                    |                   |                   |                   |            |            |            |  |  |       |       |       |
|  | Pļaviņš / Točs             | Pļaviņš / Točs             | 2                          |                            |            | Pļaviņš / Točs     | Pļaviņš / Točs     | 2                 |                   |                   |            |            |            |  |  |       |       |       |
|  | 2 sierpnia                 |                            |                            |                            |            | Pļaviņš / Točs     | Pļaviņš / Točs     | 2                 |                   |                   |            |            |            |  |  |       |       |       |
|  |                            |                            | Cerutti / Filho            | Cerutti / Filho            | 0          |                    |                    |                   |                   |                   |            |            |            |  |  |       |       |       |
|  | Gaxiola / Rubio            | Gaxiola / Rubio            | Cerutti / Filho            | Cerutti / Filho            | 0          | 0                  |                    |                   |                   |                   |            |            |            |  |  |       |       |       |
|  | Gaxiola / Rubio            | Gaxiola / Rubio            |                            |                            |            | 0                  | 7 sierpnia         |                   |                   |                   |            |            |            |  |  |       |       |       |
|  | Cerutti / Filho            | Cerutti / Filho            | 2                          |                            |            |                    |                    |                   |                   |                   |            |            |            |  |  |       |       |       |
|  | Cerutti / Filho            | Cerutti / Filho            | 2                          |                            |            | Mol / Sørum        | Mol / Sørum        | 2                 |                   |                   |            |            |            |  |  |       |       |       |
|  | 1 sierpnia                 |                            |                            |                            |            | Mol / Sørum        | Mol / Sørum        | 2                 |                   |                   |            |            |            |  |  |       |       |       |
|  |                            |                            | Krasilnikov / Stoyanovskiy | Krasilnikov / Stoyanovskiy | 0          |                    |                    |                   |                   |                   |            |            |            |  |  |       |       |       |
|  | Cherif / Ahmed             | Cherif / Ahmed             | Krasilnikov / Stoyanovskiy | Krasilnikov / Stoyanovskiy | 0          | 2                  |                    |                   |                   |                   |            |            |            |  |  |       |       |       |
|  | Cherif / Ahmed             | Cherif / Ahmed             | 4 sierpnia                 |                            |            | 2                  |                    |                   |                   |                   |            |            |            |  |  |       |       |       |
|  | Lucena / Dalhausser        | Lucena / Dalhausser        | 1                          |                            |            |                    |                    |                   |                   |                   |            |            |            |  |  |       |       |       |
|  | Lucena / Dalhausser        | Lucena / Dalhausser        | 1                          |                            |            | Cherif / Ahmed     | Cherif / Ahmed     | 2                 |                   |                   |            |            |            |  |  |       |       |       |
|  | 2 sierpnia                 |                            |                            |                            |            | Cherif / Ahmed     | Cherif / Ahmed     | 2                 |                   |                   |            |            |            |  |  |       |       |       |
|  |                            |                            | Nicolai / Lupo             | Nicolai / Lupo             | 0          |                    |                    |                   |                   |                   |            |            |            |  |  |       |       |       |
|  | Bryl / Fijałek             | Bryl / Fijałek             | Nicolai / Lupo             | Nicolai / Lupo             | 0          | 0                  |                    |                   |                   |                   |            |            |            |  |  |       |       |       |
|  | Bryl / Fijałek             | Bryl / Fijałek             |                            |                            |            | 0                  | 5 sierpnia         |                   |                   |                   |            |            |            |  |  |       |       |       |
|  | Nicolai / Lupo             | Nicolai / Lupo             | 2                          |                            |            |                    |                    |                   |                   |                   |            |            |            |  |  |       |       |       |
|  | Nicolai / Lupo             | Nicolai / Lupo             | 2                          |                            |            | Cherif / Ahmed     | Cherif / Ahmed     | 0                 |                   |                   |            |            |            |  |  |       |       |       |
|  | 2 sierpnia                 |                            |                            |                            |            | Cherif / Ahmed     | Cherif / Ahmed     | 0                 |                   |                   |            |            |            |  |  |       |       |       |
|  |                            |                            | Krasilnikov / Stoyanovskiy | Krasilnikov / Stoyanovskiy | 2          |                    |                    | Mecz o 3. miejsce | Mecz o 3. miejsce | Mecz o 3. miejsce |            |            |            |  |  |       |       |       |
|  | Gibb / Bourne              | Gibb / Bourne              | Krasilnikov / Stoyanovskiy | Krasilnikov / Stoyanovskiy | 2          | 1                  |                    |                   |                   | Mecz o 3. miejsce |            |            |            |  |  |       |       |       |
|  | Gibb / Bourne              | Gibb / Bourne              |                            |                            | 4 sierpnia | 4 sierpnia         | 4 sierpnia         |                   |                   |                   | 7 sierpnia | 7 sierpnia | 7 sierpnia |  |  |       |       |       |
|  | Thole / Wickler            | Thole / Wickler            | 2                          |                            | 4 sierpnia | 4 sierpnia         | 4 sierpnia         |                   |                   |                   | 7 sierpnia | 7 sierpnia | 7 sierpnia |  |  |       |       |       |
|  | Thole / Wickler            | Thole / Wickler            | 2                          |                            |            | Thole / Wickler    | Thole / Wickler    | 0                 | Pļaviņš / Točs    | Pļaviņš / Točs    | 0          |            |            |  |  |       |       |       |
|  | 2 sierpnia                 |                            |                            |                            |            | Thole / Wickler    | Thole / Wickler    | 0                 | Pļaviņš / Točs    | Pļaviņš / Točs    | 0          |            |            |  |  |       |       |       |
|  |                            |                            | Krasilnikov / Stoyanovskiy | Krasilnikov / Stoyanovskiy | 2          |                    |                    | Cherif / Ahmed    | Cherif / Ahmed    | 2                 |            |            |            |  |  |       |       |       |
|  | Herrera / Gavira           | Herrera / Gavira           | Krasilnikov / Stoyanovskiy | Krasilnikov / Stoyanovskiy | 2          | 0                  |                    | Cherif / Ahmed    | Cherif / Ahmed    | 2                 |            |            |            |  |  |       |       |       |
|  | Herrera / Gavira           | Herrera / Gavira           |                            |                            |            |                    |                    |                   |                   |                   |            |            |            |  |  |       |       |       |
|  | Krasilnikov / Stoyanovskiy | Krasilnikov / Stoyanovskiy | 2                          |                            |            |                    |                    |                   |                   |                   |            |            |            |  |  |       |       |       |
|  | Krasilnikov / Stoyanovskiy | Krasilnikov / Stoyanovskiy | 2                          |                            |            |                    |                    |                   |                   |                   |            |            |            |  |  |       |       |       |

#### 1/8 finału
| Data  | Drużyna 1          | Wynik | Drużyna 2                  | Sety                |
| ----- | ------------------ | ----- | -------------------------- | ------------------- |
| 01.08 | Cherif / Ahmed     | 2:1   | Lucena / Dalhausser        | 14:21, 21:19, 15:11 |
|       |                    |       |                            |                     |
| 01.08 | Mol / Sørum        | 2:0   | Brouwer / Meeuwsen         | 21:17, 21:19        |
|       |                    |       |                            |                     |
| 02.08 | Evandro / Schmidt  | 0:2   | Pļaviņš / Točs             | 19:21, 18:21        |
|       |                    |       |                            |                     |
| 02.08 | Semenov / Leshukov | 2:0   | M. Grimalt / E. Grimalt    | 21:16, 21:16        |
|       |                    |       |                            |                     |
| 02.08 | Bryl / Fijałek     | 0:2   | Nicolai / Lupo             | 20:22, 18:21        |
|       |                    |       |                            |                     |
| 02.08 | Herrera / Gavira   | 0:2   | Krasilnikov / Stoyanovskiy | 20:22, 17:21        |
|       |                    |       |                            |                     |
| 02.08 | Gaxiola / Rubio    | 0:2   | Cerutti / Filho            | 14:21, 13:21        |
|       |                    |       |                            |                     |
| 02.08 | Gibb / Bourne      | 1:2   | Thole / Wickler            | 21:17, 15:21, 11:15 |

#### Ćwierćfinały
| Data  | Drużyna 1          | Wynik | Drużyna 2                  | Sety         |
| ----- | ------------------ | ----- | -------------------------- | ------------ |
| 04.08 | Semenov / Leshukov | 0:2   | Mol / Sørum                | 17:21, 19:21 |
|       |                    |       |                            |              |
| 04.08 | Pļaviņš / Točs     | 2:0   | Cerutti / Filho            | 21:16, 21:19 |
|       |                    |       |                            |              |
| 04.08 | Thole / Wickler    | 0:2   | Krasilnikov / Stoyanovskiy | 16:21, 19:21 |
|       |                    |       |                            |              |
| 04.08 | Cherif / Ahmed     | 2:0   | Nicolai / Lupo             | 21:17, 23:21 |

#### Półfinały
| Data  | Drużyna 1      | Wynik | Drużyna 2                  | Sety         |
| ----- | -------------- | ----- | -------------------------- | ------------ |
| 05.08 | Mol / Sørum    | 2:0   | Pļaviņš / Točs             | 21:15, 21:16 |
|       |                |       |                            |              |
| 05.08 | Cherif / Ahmed | 0:2   | Krasilnikov / Stoyanovskiy | 19:21, 17:21 |

#### Mecz o 3. miejsce
| Data  | Drużyna 1      | Wynik | Drużyna 2      | Sety         |
| ----- | -------------- | ----- | -------------- | ------------ |
| 07.08 | Pļaviņš / Točs | 0:2   | Cherif / Ahmed | 12:21, 18:21 |

#### Finał
| Data  | Drużyna 1   | Wynik | Drużyna 2                  | Sety         |
| ----- | ----------- | ----- | -------------------------- | ------------ |
| 07.08 | Mol / Sørum | 2:0   | Krasilnikov / Stoyanovskiy | 21:17, 21:18 |

## Klasyfikacja końcowa
| Miejsce | Reprezentacja              |
| ------- | -------------------------- |
| złoto   | Mol / Sørum                |
| srebro  | Krasilnikov / Stoyanovskiy |
| brąz    | Cherif / Ahmed             |
| 4.      | Pļaviņš / Točs             |
| 5.      | Semenov / Leshukov         |
| 5.      | Cerutti / Filho            |
| 5.      | Nicolai / Lupo             |
| 5.      | Thole / Wickler            |
| 9.      | Evandro / Schmidt          |
| 9.      | Brouwer / Meeuwsen         |
| 9.      | Lucena / Dalhausser        |
| 9.      | M. Grimalt / E. Grimalt    |
| 9.      | Bryl / Fijałek             |
| 9.      | Herrera / Gavira           |
| 9.      | Gaxiola / Rubio            |
| 9.      | Gibb / Bourne              |
| 17.     | Kantor / Łosiak            |
| 17.     | Heidrich / Gerson          |
| 19.     | Azaad / Capogrosso         |
| 19.     | McHugh / Schumann          |
| 19.     | Perušič / Schweiner        |
| 19.     | Carambula / Rossi          |
| 19.     | Ishijima / Shiratori       |
| 19.     | El Graoui / Abicha         |